# XBRL
XBRL of eXtensible Business Reporting Language is een open standaard om financiële gegevens uit te wisselen via het internet. XBRL is gebaseerd op XML. De standaard wordt beheerd door de non-profitorganisatie "XBRL International".
Het gaat om rapportering naar controle-instanties toe alsook om uitwisseling van gegevens tussen bedrijven (rapportering aan moedermaatschappij, tussen business units e.d.) en/of softwareapplicaties.

## Voordelen
De marktvraag en de regulatoire vereisten op het vlak van bedrijfsrapportering zijn in de loop van de tijd sterk toegenomen. Het internet biedt wereldwijde connectiviteit. Nieuwe wereldwijde data-uitwisselingsstandaarden, zoals XBRL (en het onderliggende XML), maken het mogelijk relevante informatie te delen over de grenzen van organisaties en landen heen.
XBRL-bestanden zijn direct leesbaar voor softwareapplicaties, waardoor het verzamelen en verwerken van bedrijfsinformatie goedkoper is. Dit stimuleert weer het aanbod van zulke informatie.
Softwareapplicaties kunnen automatisch de onderlinge integriteit van de gegevens in XBRL-bestanden valideren. Via het internet, bedrijfsnetwerken en aanverwante technologie kan bedrijfsinformatie onmiddellijk worden geraadpleegd (“Realtime Financial Reporting” is daar de limietwaarde van). 
Aangezien elke industrietak en elke jurisdictie zijn of haar eigen specifieke kenmerken heeft, is het onmogelijk om één wereldwijde standaardtaal voor business reporting te maken. XBRL is dan ook een raamwerk, een universeel schema, waarop elke industrietak haar eigen “taxonomie” kan enten.
Een taxonomie is een elektronisch document in XBRL-formaat, ICT-technisch gesproken is het een XML Schema. Het bevat een “verklarende lijst” van termen die gebruikt worden, inclusief hun onderlinge samenhang. Aan de hand hiervan “weet” een XBRL-enabled-programma bijvoorbeeld dat “EBITDA min afschrijvingen & waardeverminderingen gelijk is aan EBIT”. Kortom, de interpretatie van financiële data is niet langer softwareafhankelijk, maar is eenduidig bepaald.
Vanuit een taxonomie kan men naar de specificaties van een andere taxonomie verwijzen, die dan automatisch deel uitmaken van de verwijzende taxonomie. Zo kan men een heuse hiërarchie van taxonomieën opbouwen, zoals in de VS reeds het geval is.

## Geschiedenis
In het kader van het Nederlands Taxonomie Project tekenden de Nederlandse ministeries van Financiën,
Justitie, BZK en Economische Zaken samen met VNO-NCW en MKB-Nederland een convenant voor het elektronisch uitwisselen van financiële gegevens tussen het Nederlandse bedrijfsleven en overheidsorganisaties. Met het oog op administratieve lastenverlichting werd afgesproken om vanaf 2007 gebruik te gaan maken van de open standaard XBRL. Daarmee kunnen ondernemers vanuit de eigen boekhouding rechtstreeks of via hun accountant jaarrekeningen voor de Kamer van Koophandel, de aangifte "winst uit onderneming", de vennootschapsbelasting en statistische gegevens voor het Centraal Bureau voor de Statistiek eenvoudig en geautomatiseerd aanleveren aan de overheid. De jaarlijkse besparing voor het Nederlandse bedrijfsleven werd geschat op 350 miljoen euro.

### XBRL-standaard vanaf 2010
Op 9 september 2009 sloten de overheid en banken, waaronder de Rabobank, een overeenkomst voor de elektronische uitwisseling van jaarcijfers in XBRL. Door deze wijze van aanlevering van informatie is het mogelijk om vanuit de boekhouding gegevens her te gebruiken voor rapportages naar zowel banken als overheid (zoals Belastingdienst, Kamer van Koophandel en CBS). De banken hebben voor de uitwisseling van XBRL-berichten, die zij Kredietrapportages noemen, een eigen platform gebouwd. Dit is de BIV. De Bancaire XBRL gegevensset, de BankenTaxonomie en de BIV worden beheerd door een door de banken opgerichte coöperatie. Het is vanaf 2010 mogelijk om bij de banken kredietrapportages aan te leveren.

## XBRL assurance
XBRL assurance is de mate van zekerheid over de getrouwheid van een jaarrekening of ander verantwoordingsdocument dat in de XBRL-standaard is opgesteld en verzonden.